# Segunda invasión de los Chenes
La segunda invasión de los Chenes fue un conflicto armado generado en 1832 por la invasión al estado de Tabasco, México, por parte de 500 soldados provenientes de Campeche y que fue organizada por los gobiernos de los estados de Yucatán y Chiapas cuyos gobernadores simpatizaban con Anastasio Bustamante que había sido derrocado por Antonio López de Santa Anna.

## Antecedentes
En enero de 1832 Antonio López de Santa Anna se levantó en armas y proclamó el Plan de Veracruz el cual pretendía quitar de la presidencia a Anastasio Bustamante y sustituirlo por Manuel Gómez Pedraza.
En Tabasco se alzó en armas el general Mariano Martínez de Lejarza, quien había llegado al estado entre 1829 y 1831 perseguido por el gobierno de Bustamante y era ferviente seguidor de López de Santa Anna, y apoyó el Plan de Veracruz en favor de Gómez Pedraza. 
A su causa se le unió el general tabasqueño Evarísto Sánchez, un ferviente centralista de fama en la Chontalpa. Ambos jefes militares se pronunciaron en junio de 1832 en favor del derrocamiento de Bustamante y contra del gobernador José Rovirosa que apoyaba al Presidente Bustamante. 
Con apoyo de fuerzas militares de Cunduacán y de la capital del estado San Juan Bautista lograron imponerse al gobernador Rovirosa, por lo que el general Mariano Martínez se apoderó de la Comandancia General de Tabasco.

## Segunda invasión de los Chenes
Ante esta situación, los gobernadores bustamantistas José Segundo Carvajal de Yucatán e Ignacio Gutiérrez de Chiapas enviaron a Tabasco una fuerza militar conformada por 500 soldados de la guarnición de Campeche al mando de los generales José del Rosario Gil y de Manuel Lara Bonifaz, en la que fue llamada la "segunda invasión de los Chenes"
El ejército invasor entró a Tabasco por el puerto de Frontera y llegó a la capital del estado San Juan Bautista en los primeros días de julio de 1832. El general José del Rosario Gil solicitó la rendición de la plaza la cual estaba defendida por el general Mariano Martínez de Lejarza, y ante su negativa, Gil decidió atacar la ciudad iniciándose el enfrentamiento, obligando a que muchos de los habitantes huyeran a refugiarse a los pueblos de Atasta y Tamulté de las Barrancas, situados en las cercanías de la capital.
La defensa no se hizo esperar, los habitantes y la milicia cívica prestaron su apoyo a los generales Mariano Martínes de Lejarza y Evarísto Sánchez, quienes coordinaban la defensa de la capital. En la población de Acachapan, a orillas del río Grijalva, fue levantado el fortín "Lebrón Pedraza" en donde se desató una feróz batalla el 25 de julio de 1832, obteniendo el triunfo los tabasqueños, desde entonces se declaró esa fecha como una "fecha heroica" para la historia local.

## Consecuencias
El gobierno general reconoció el triunfo de los tabasqueños y el gobernador José Rovirosa regresó al gobierno y el general Mariano Martínez de Lejarza quedó como comandante general del estado. Al triunfar el Plan de Veracruz, Tabasco reconoció al presidente Manuel Gómez Pedraza, y José Rovirosa continuó en el gobierno hasta su muerte el 26 de septiembre de ese mismo año.